# Chiesa di San Filippo Neri (Castelfranco di Sopra)
La chiesa di San Filippo Neri è un edificio sacro che si trova in via Cavour, a Castelfranco di Sopra.

## Storia e descrizione
Dedicata al santo nativo di Castelfranco e canonizzato nel 1621, fu edificata nel 1631. L'elegante facciata barocca è in pietra arenaria, con riquadri a intonaco e quattro lesene, delle quali le due centrali delimitano la parte più alta conclusa dal timpano. Il portale ha il timpano curvato, mentre quello del soprastante finestrone è spezzato; sopra ancora è un grande cartiglio in pietra scolpita.
L'interno a tre navate presenta il presbiterio, coperto a cupola, introdotto da un grande arco trionfale poggiante su lesene scanalate e capitelli corinzi. Sull'altare maggiore è collocata l'Estasi di San Filippo Neri (1640) di Matteo Rosselli, autore anche del Volto Eterno nel tondo del timpano spezzato dello stesso altare maggiore.